# Kínai labdarúgókupa
A labdarúgó-Kínai FA Kupa a kínai bajnokság után a második legrangosabb versenysorozat, melynek a győztese indulhat az Kupagyőztesek Ázsia-kupája küzdelmeiben. A kupát 1956-ban írták ki először, összesen 25 alkalommal rendezték meg, a lebonyolítási formát pedig többször módosították. Több évnyi szünet után a profi kínai bajnoksággal egy időben írták ki újra. A legsikeresebb kupacsapat a trófeát 5-ször elhódító Shandong Luneng. A jelenlegi címvédő is a Csiangszu Szuning.

## A kínai FA Kupa bajnokai
|    | Klub                 | Győztes év                       | Döntős év                  |
| -- | -------------------- | -------------------------------- | -------------------------- |
| 1  | Shandong Luneng      | 5 (1995, 1999, 2004, 2006, 2014) | 3 (1996, 2005, 2011)       |
| 2  | Beijing Guoan        | 4 (1985, 1996, 1997, 2003)       | 3 (1986, 2000, 2001)       |
| 3  | Dalian Shide         | 3 (1992, 2001, 2005)             | 4 (1990, 1999, 2003, 2006) |
| 4  | Shanghai Shenhua     | 3 (1956, 1991, 1998)             | 3 (1995, 1997, 2015)       |
| 5  | Liaoning             | 2 (1984, 1986)                   | 2 (1998, 2002)             |
| 6  | Tianjin Teda         | 2 (1960, 2011)                   | 1 (1956)                   |
| 7  | Kuangcsou Evergrande | 1 (2012)                         | 2 (1991, 2013)             |
| 8  | Guizhou Renhe        | 1 (2013)                         | 1 (2012)                   |
| 8  | Csiangszu Szuning    | 1 (2015)                         | 1 (2014)                   |
| 10 | Bayi                 | 1 (1990)                         | 0                          |
| 10 | Chongqing Lifan      | 1 (2000)                         | 0                          |
| 10 | Qingdao Jonoon       | 1 (2002)                         | 0                          |
| 13 | Guangdong            | 0                                | 4 (1960, 1984, 1985, 1992) |
| 14 | Sichuan Guancheng    | 0                                | 1 (2004)                   |

### Amatőr korszak
| Szezon | Győztes  | Eredmény    | Döntős           |
| ------ | -------- | ----------- | ---------------- |
| 1956   | Shanghai |             | Tianjin          |
| 1960   | Tianjin  | 1–0         | Guangdong        |
| 1984   | Liaoning | 5–0         | Guangdong        |
| 1985   | Beijing  | 4–1         | Guangdong        |
| 1986   | Liaoning | 1–0         | Beijing          |
| 1990   | Bayi     | 1–1 (3–0 p) | Dalian           |
| 1991   | Shanghai | 1–0         | Guangzhou Baiyun |
| 1992   | Dalian   | 1–1 (4–2 p) | Guangdong        |

### Professzionális időszak
| Season | Győztes               | első mérkőzés | második mérkőzés | Összesítés | Döntős                 |
| ------ | --------------------- | ------------- | ---------------- | ---------- | ---------------------- |
| 1995   | Jinan Taishan         |               |                  | 2–0        | Shenhua                |
| 1996   | Beijing Guoan FC      |               |                  | 4–1        | Shandong Jinan Taishan |
| 1997   | Beijing Guoan FC      |               |                  | 2–1        | Shanghai Shenhua       |
| 1998   | Shanghai Shenhua      | 2–1           | 2–1              | 4–2        | Liaoning FC            |
| 1999   | Shandong Luneng       | 1–1           | 3–2              | 4–3        | Dalian Shide           |
| 2000   | Chongqing Lifan       | 0–1           | 4–1              | 4–2        | Beijing Guoan FC       |
| 2001   | Dalian Shide          | 1–0           | 3–1              | 4–1        | Beijing Guoan FC       |
| 2002   | Qingdao Etsong Hainiu | 1–3           | 2–0              | 3–3 (ag)   | Liaoning FC            |
| 2003   | Beijing Guoan FC      |               |                  | 3–0        | Dalian Shide           |
| 2004   | Shandong Luneng       |               |                  | 2–1        | Sichuan Guancheng      |
| 2005   | Dalian Shide          |               |                  | 1–0        | Shandong Luneng        |
| 2006   | Shandong Luneng       |               |                  | 2–0        | Dalian Shide           |
| 2011   | Tianjin Teda          |               |                  | 2–1        | Shandong Luneng        |
| 2012   | Kuangcsou Evergrande  | 1–1           | 4–2              | 5–3        | Guizhou Renhe          |
| 2013   | Guizhou Renhe         | 2–0           | 1–2              | 3–2        | Kuangcsou Evergrande   |
| 2014   | Shandong Luneng       | 4–2           | 1–2              | 5–4        | Csiangszu Szuning      |
| 2015   | Csiangszu Szuning     | 0–0           | 1–0(aet)         | 1–0        | Shanghai Shenhua       |

### Gólkirályok
| Szezon | Gólkirály          | Klub                 | Gólok |
| ------ | ------------------ | -------------------- | ----- |
| 1995   | Tang Xiaocheng     | Jinan Taishan        | 6     |
| 1996   | Hu Yunfeng         | Bayi                 | 5     |
| 1996   | Li Bing            | Guangdong Hongyuan   | 5     |
| 1996   | Song Yuming        | Jinan Taishan        | 5     |
| 1997   | Andrés Olivas      | Beijing Guoan FC     | 4     |
| 1997   | Casiano Delvalle   | Beijing Guoan FC     | 4     |
| 1997   | Nan Fang           | Beijing Guoan FC     | 4     |
| 1997   | Riffi Haddaoui     | Guangzhou Apollo     | 4     |
| 1998   | Wang Tao           | Dalian Wanda         | 7     |
| 1998   | Zhang Yuning       | Liaoning FC          | 7     |
| 1999   | Mark Williams      | Chongqing Huandao    | 6     |
| 2000   | Milen Georgiev     | Chongqing Longxin    | 7     |
| 2001   | Orlando            | Dalian Shide         | 7     |
| 2002   | John Jairo Tréllez | Zhejiang Greentown   | 4     |
| 2002   | Li Jinyu           | Liaoning FC          | 4     |
| 2002   | Marcos             | Shenzhen Ping'an     | 4     |
| 2003   | Serhiy Nahornyak   | Shandong Luneng      | 5     |
| 2004   | Daniel Nannskog    | Sichuan Guancheng    | 9     |
| 2005   | Zou Jie            | Dalian Shide         | 7     |
| 2006   | Han Peng           | Shandong Luneng      | 5     |
| 2011   | Muriqui            | Kuangcsou Evergrande | 4     |
| 2012   | Rafa Jordà         | Guizhou Renhe        | 6     |
| 2013   | Peter Utaka        | Beijing Guoan FC     | 4     |
| 2014   | Xiao Zhi           | Henan Jianye         | 5     |
| 2015   | Demba Ba           | Sanghaj Greenland    | 6     |

## Külső hivatkozások
- Official site of the Chinese Football Association (kínaiul)
- RSSSF.com - China List of Cup Winners